# Эль-Хай
Эль-Хай (араб. الحي‎) — город на востоке Ирака, расположенный на территории мухафазы Васит. Административный центр одноимённого округа. Третий по численности населения город провинции.

## Географическое положение
Город находится в южной части мухафазы, на берегу канала Эль-Гарраф, на высоте 10 метров над уровнем моря.

Эль-Хай расположен на расстоянии приблизительно 37 километров к юго-востоку от Эль-Кута, административного центра провинции и на расстоянии 185 километров к юго-востоку от Багдада, столицы страны.

## Население
По данным последней официальной переписи 1987 года, население составляло 35 528 человека.
Динамика численности населения города по годам:
| 1965   | 1987   | 2012   |
| ------ | ------ | ------ |
| 16 637 | 35 528 | 41 079 |